# 428 〜封鎖された渋谷で〜
『428 〜封鎖された渋谷で〜』（よんにいはち 〜ふうさされたしぶやで〜）は、2008年12月4日にセガより発売されたWii用サウンドノベルゲーム。チュンソフト開発で、セガ×チュンソフトプロジェクト作品の1つ。
2009年9月にはスパイクより、PlayStation 3版およびPlayStation Portable版が発売。インターフェイスの改良や、PS3版はハイビジョン出力やリアル5.1チャンネルサラウンドに対応する。ゲーム本編中に追加要素はないものの、オフィシャルガイドブックに収録されているエピローグがスペシャルエピソードとして追加されている。
2011年11月にはチュンソフトよりiOS版（iPhone / iPod touch / iPad）版が発売。ただしiOS版は64ビット非対応のため、iOS 11以降はサポート外となり、現在は発売されておらずプレイすることは出来ない。
2018年9月にはPlayStation 4版とWindows版がスパイク・チュンソフトから発売された。PS4とWindows版は日本国外でも『428: Shibuya Scramble』（フォートゥーエイト：シブヤスクランブル）として発売された。解像度は同じであるため、ムービーシーンなどボヤけたままとなっている。
廉価版は、2010年2月25日に「みんなのおすすめセレクション」としてWii版が、同年12月2日に「Spike The Best」としてPS3版、PSP版が発売されたほか、2011年3月にはPSPのダウンロード版が配信開始された。
CMキャッチコピーは「さらば、昨日までの渋谷」。

## 概要

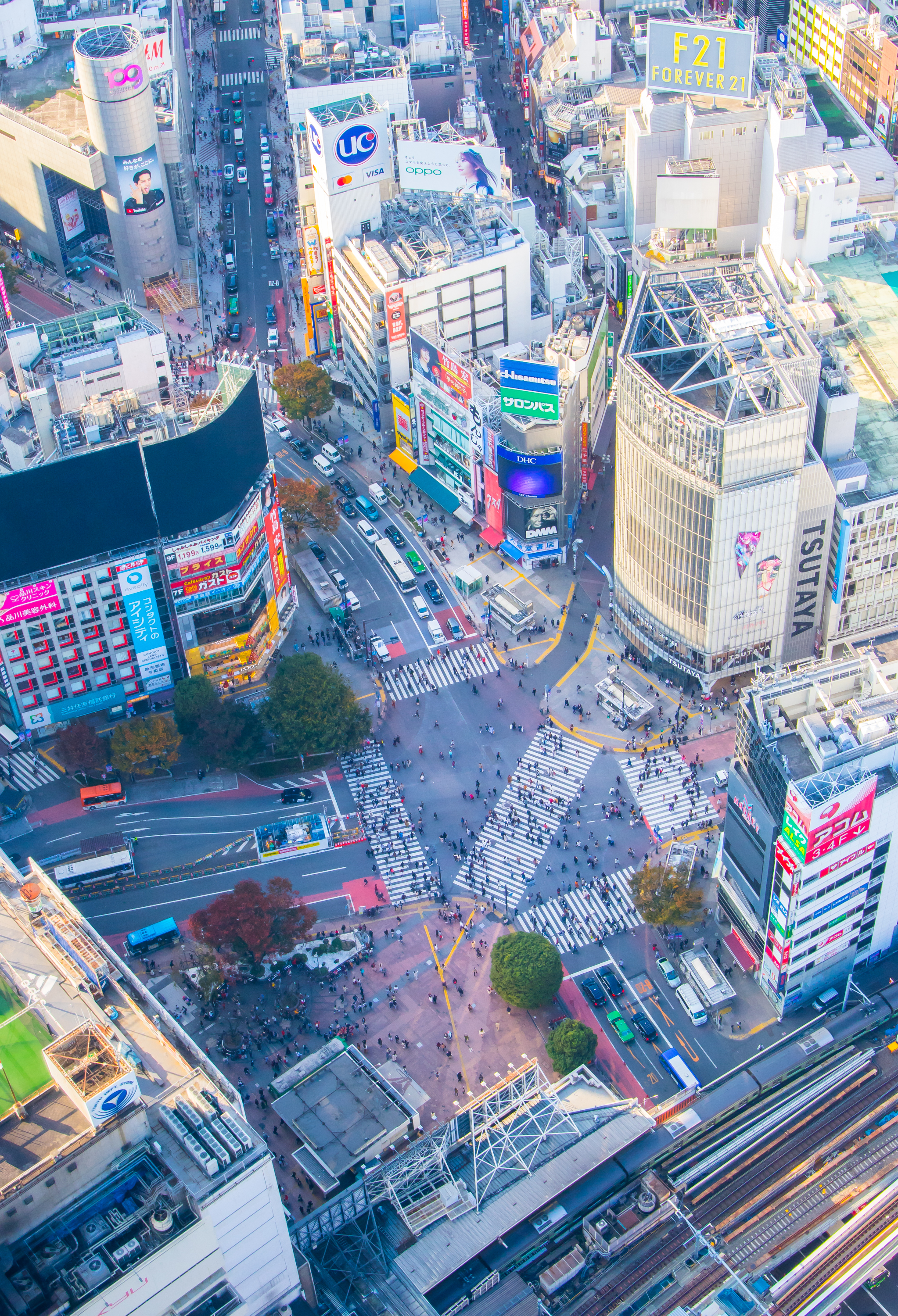
渋谷スクランブルスクエアの展望施設「SHIBUYA SKY」より見下ろした、渋谷駅前のスクランブル交差点。(2019年)

チュンソフトのサウンドノベルシリーズ。渋谷の街を舞台に繰り広げられるサスペンスである。渋谷が舞台、実写を使用、複数主人公制など、同社の『街 〜運命の交差点〜』(以下『街』と表記)との共通点が多いのも特徴で、内容に直接の関係はないが、同作の10年後の話であることをほのめかす記述がいくつかある。なお、それぞれの主人公ごとに別々の物語が並列して進行していた『街』とは違い、本作では主人公全員が同一の出来事に直接的、または間接的に関わっており、メインシナリオ全体で一つの物語となる構成となっている。
総監督のイシイジロウは、渋谷を舞台にした理由は全国的に有名であり、かつ老若男女が偏らずにいる点、また『街』のファンを喜ばすためと語っている。また、『街』の続編にしなかったのは、同作が商業的に成功したわけではなく、いいとこどりをしつつ新たなオリジナルのものとしてユーザーに提案したかったからと語っている。
『428』のタイトルはROBOTが提案したもので、「しぶや」の駄洒落が由来となっている。それにあわせて、劇中の日付も4月25日から4月28日に変更した。
『週刊ファミ通』のインタビュームービー（予約特典のメイキングビデオ収録）ではプロデューサーである中村光一が、4月28日に起こった十時間の出来事を描く、『24 -TWENTY FOUR-』のようなものが作りたかった、とコメントしている。
本作と『忌火起草』は、機種が決定していない段階でパソコン上で動く状態で開発を開始し、その後発売が決定した家庭用ゲーム機に移植するという手順で開発が行われている。そのため、Wii、PS3のモーションセンサーなど独自機能はあえて使用されていない。開発責任者であるイシイジロウはインタビューで「サウンドノベルというゲームは普通のコントローラーさえあればプレイできるものだと思っています」と語っている。ただし、モーションセンサー機能を使用する（WiiではWiiリモコンのスピーカーも使用）隠しシナリオが存在する。
静止画による演出
使用される画像は、一部の動画を除いて静止画を基本とするが、数秒ほどの動画をさりげなく挿入するなどの工夫をしている。また、静止画をゆっくりと、もしくは素早く上下左右にパンさせたり、ズームアップ・ズームアウトさせることで視覚的に単調にならないように配慮されている。
静止画撮影という特殊な撮影方法であるため、日本語不自由の外国人や演技初心者がキャスティングされているのが特徴的である。
台詞を伴った演技
この静止画を制作するにあたって、役者が実際に台詞を伴った演技を行う中で撮影されている。当初、イシイは静止画ゆえに撮影時の台詞は不要と考えていたが、撮影監督の毛利安孝の提案により台詞を付けることとなった。それにより通常の撮影では得られない、自然な表情や演技を引き出すことができたという。
それに伴い、撮影された静止画の総数は12万枚と数十倍の規模となり、撮影期間は2か月、実際に使用するものを3か月かけて選ぶこととなったという。
ボーナスシナリオ
ボーナスシナリオとして「鈴音編」と「カナン編」が収録されており、この2つは特定の条件を満たしたうえで、メインシナリオを終了させることで閲覧できる。「鈴音編」は『かまいたちの夜』シリーズのシナリオを手掛けた我孫子武丸が担当。「カナン編」は実写ではなくアニメ絵で構成されており、TYPE-MOONが制作を担当。ボーナスシナリオの世界観や設定にはメインシナリオとの繋がりはあるが、独立したストーリーとなっている。
スペシャルエピソード
メインシナリオ中に登場したサブキャラクターにスポットを当てた「スペシャルエピソード」が複数収録されている。これらは、特定の条件を満たさないと閲覧できない。
隠しシナリオ
さらなる隠しシナリオとして「エコ吉編」「陰謀編」「真の陰謀編」が存在している。これらはかなり複雑な条件を満たさねば閲覧できないが、本編の世界観と直接的に関係するストーリーではない。
その他の要素
本編シナリオクリア後に、タイトル画面にボーナスコンテンツが追加され、本編の内容に対するクイズが出題される「カルトクイズ428」がプレイできる。クイズに正解するとスペシャルエピソードの一部を読むことができる。
「エコ吉編」をクリアすると『ドアドア』のキャラクターをエコ吉に置き換えた「エコ吉ドアドア」がプレイできる。

## システム
渋谷の街を舞台に複数の主人公のストーリーが密接に絡み合いつつ同時進行する。特定の主人公のストーリーを読み進めているだけでは行き詰るようになっており、複数の主人公をこまめにザッピングする必要がある。ゲームの進行状況や選んだ選択肢は5分単位で構成されたタイムチャートで視覚的に確認でき、既読の時間帯であれば自由に移動が可能。
BAD END
通常のサウンドノベルと同様に、ゲーム内の選択によりバッドエンドを迎えてゲームオーバーになることがあるが、本作の場合はその主人公自身の行動だけではなく、他の主人公の選択の影響も受ける。その主人公にとっては些細で重要ではない選択肢が、他の主人公に致命的な影響を与えることもある。なお、「BAD END」といってもコミカルでハッピーな展開も多く含まれている。
TO BE CONTINUED
ゲーム内の時間帯は基本的に1時間単位で区切られており、その主人公のストーリーが区切りを迎えると「TO BE CONTINUED」と表示されてストーリーが進行できなくなる。その時間帯における全ての主人公のストーリーをTO BE CONTINUEDにすると、予告編ムービーが流れてから次の時間帯に移行する。
KEEP OUT、JUMP
ある主人公のストーリーをある程度読み進めていると、突然立ち入り禁止を示す「KEEP OUT」という表示が出て先に進めなくなることがある。その場合は他の主人公のストーリーで、その主人公の名前が赤く表示された箇所を探し出し、それを選択してJUMPすることで先に進めることができる。
TIP
ゲーム中の文章で青く表示された単語を選択するとその単語の解説画面「TIP」を閲覧できる。解説内容は、ゲーム中の設定を説明する「428」マーク付きのものと、現実世界と共通の説明をする虫眼鏡マーク付きの2種類がある。

## ストーリー

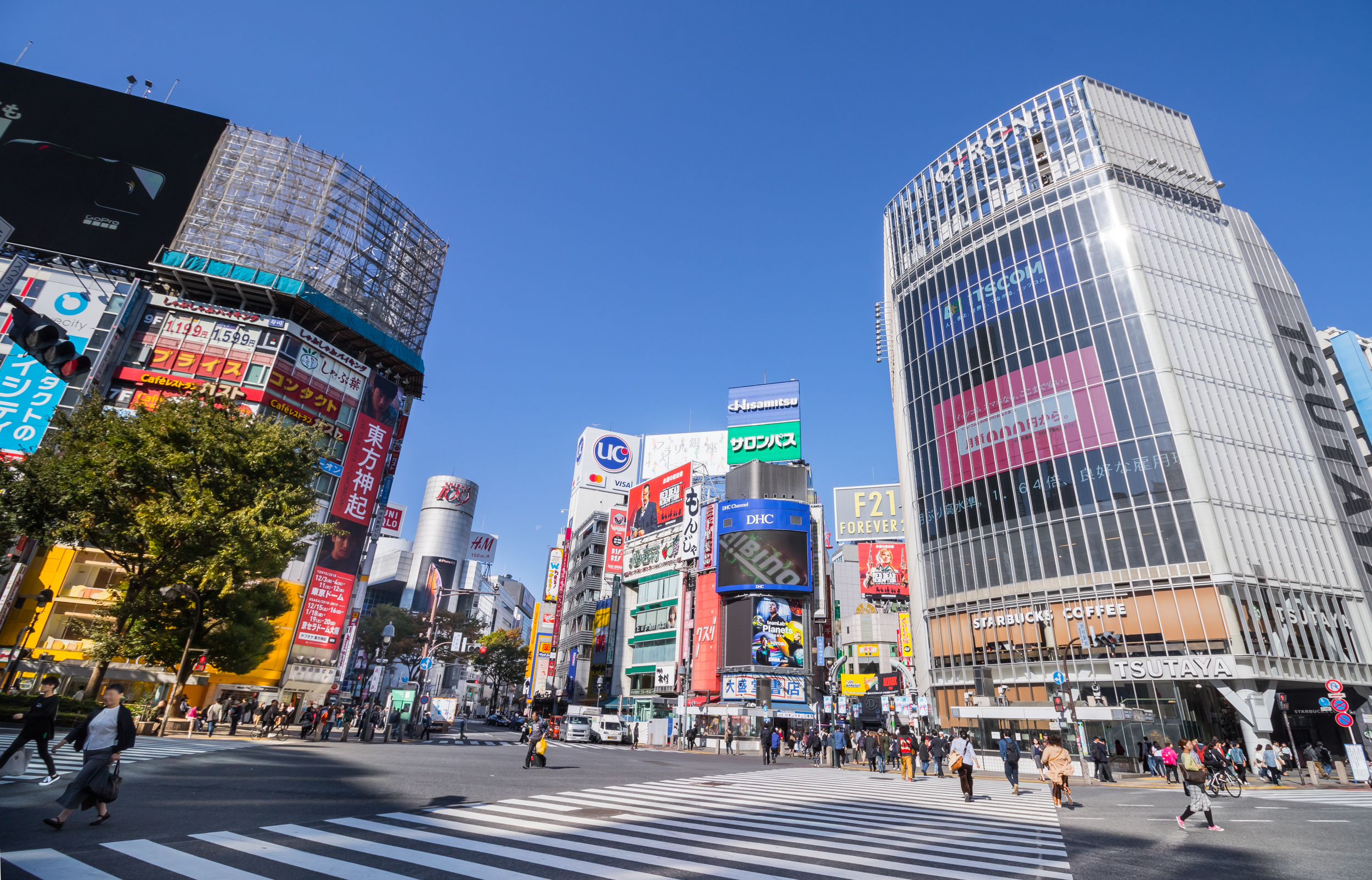
渋谷スクランブル交差点

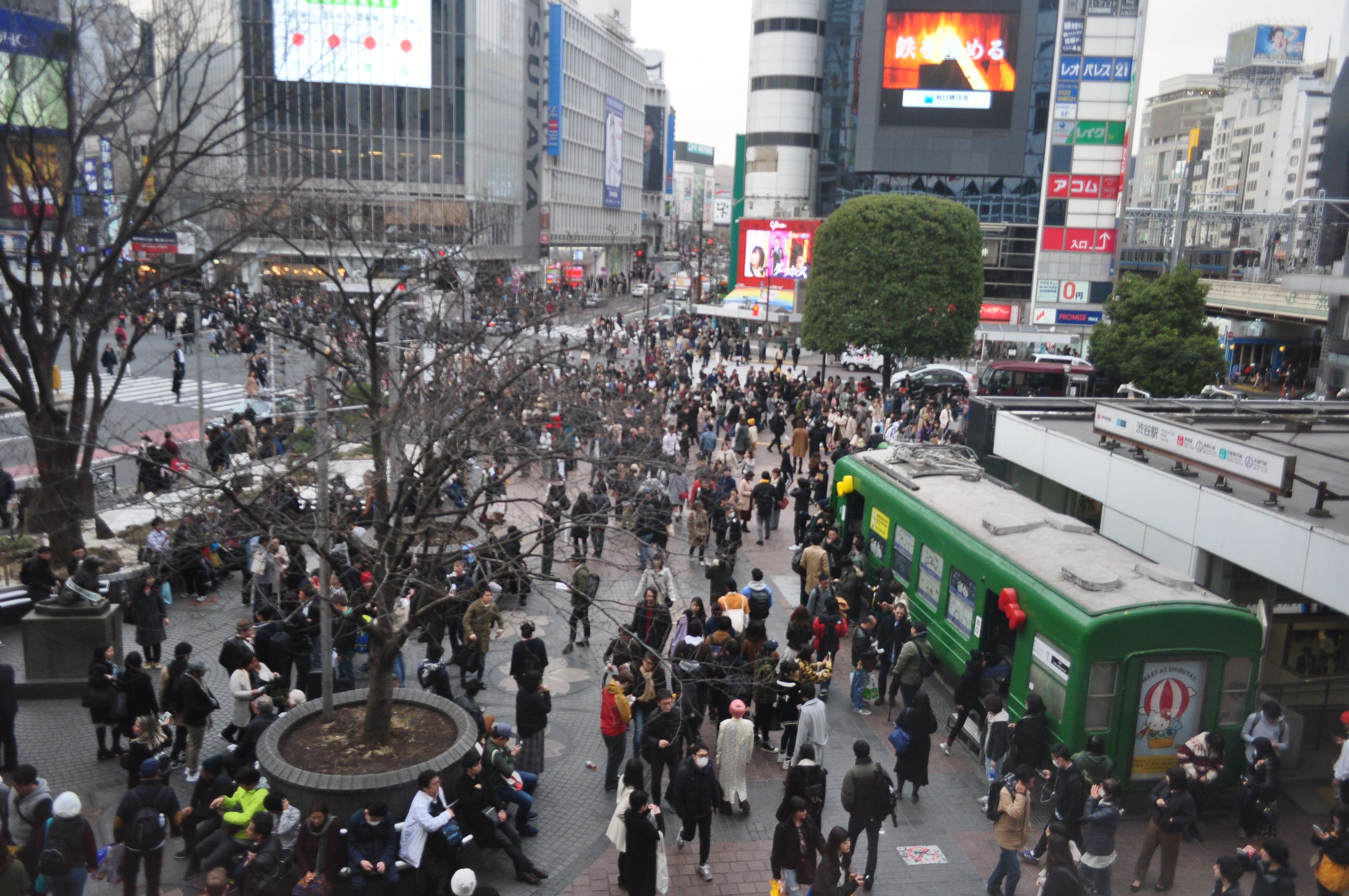
ハチ公前広場（2018年）

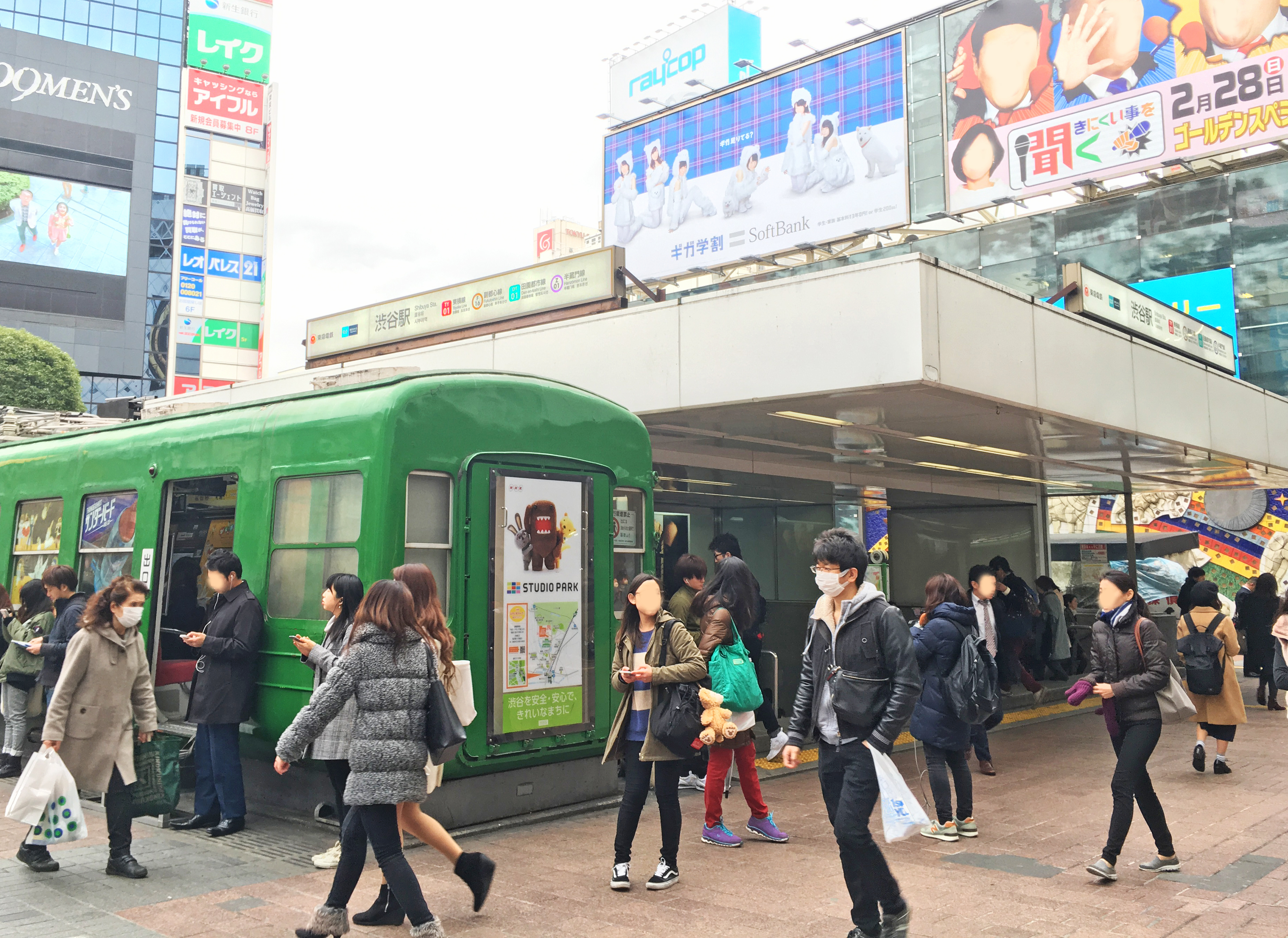
ハチ公前広場のデハ5001号車

4月28日、午前10時。渋谷中央署の新米刑事・加納慎也は、渋谷スクランブル交差点にいた。渋谷管内で女子大生誘拐事件が発生し、犯人は「被害者の大沢マリアの妹に現金5000万円を持たせる」よう指示。加納は先輩刑事の笹山と共に、身代金引き渡し現場に張り込んでいた。配属後、初めての大事件捜査に緊張する加納。
同じ頃、渋谷のチーマーの元ヘッド、遠藤亜智は、日課のゴミ拾いに精を出していた。渋谷駅前まで来た亜智は、ハチ公前にアタッシュケースを持って佇む少女、大沢ひとみと、彼女に向けられた銃口を目撃する。危険を察した亜智は、銃を持った杖の男からひとみを守るべく、彼女を連れて渋谷の街を逃走することになる。
誘拐事件の捜査のために犯人を追って奔走する加納。ひとみと行動を共にする内に徐々に事件に関わっていく亜智。二人の青年を中心に、取材で渋谷を奔走する自称敏腕フリーライター御法川実、誘拐被害者の父親でウイルス研究者の大沢賢治、インチキ商品の販売を手伝うことになった記憶喪失の謎の着ぐるみタマらの物語が複雑に絡みつつ、渋谷の街は騒乱の渦に包まれていく。
亜智とひとみは、銃を持った杖の男や、誘拐犯の仲間と思われる外国人たちに執拗に追われるが、マリアの友人であり「中東の工作員」を自称するカナンの助けを借りて難を逃れる。一方、事件を追う加納は、恋人の父親が来訪するというアクシデントに見舞われながら、CIAのエージェント、ジャック・スタンリーと協力して事件を追っていく。
やがて、単なる営利誘拐事件と思われていた裏側に、テロ活動を行っている武器商人アルファルドが暗躍し、世界のパワーバランスを揺るがす大きな陰謀が隠されていたことが判明する。この誘拐事件の数日ほど前に、大手製薬会社「大越製薬」で大沢が開発していた『ウーアウイルス』が、何者かによって密かにひとみに使用され、それを治すために大沢が『抗ウイルス剤』を投与していたのだ。
ウーアウイルスは発症すると空気感染で広まり、「エボラ以上の感染力と致死性」を有しており、テロリストの手に渡れば世界的な危機となる。アルファルドは「ひとみの体内に残っている抗ウイルス剤」を入手するために誘拐事件を起こしたが、誤って双子であるマリアを誘拐してしまったのだ。
加納たちは、日本での感染爆発を防ぐと同時に、アルファルドの野望を止めるべく事件解決を急ぐが、物語は予想もつかない急展開を遂げていくのであった。

## ボーナスシナリオ

### 鈴音編
亜智の妹で17歳の遠藤鈴音は、拡張型心筋症のため心臓の移植待ちをしており、入院生活を送っていた。彼女の血液型はきわめて特殊な「RHマイナス・ボンベイ型」であり、日本に数十人しか存在せず、適合するドナーが見つかる可能性は絶望的であった。
ある日、重病のウィルソン病で「肝臓の移植待ち」のため入院している14歳の少年・風間拓也と出会う。数日に一度程度の短い時間ではあったが、同じような境遇から、お互いの病気や境遇についても親しく話をする仲になる。
だが、ある日を境に、拓也が顔を見せないようになったことから、鈴音は心配して拓也の病室に行くが、医師や看護婦は決して会わせようとしなかった。そんな中、容態が急変して余命幾ばくもないことを知った拓也は、15歳の誕生日までの3週間を生きるため、「人工肝臓システム」を使って延命することを希望する。
看護婦たちの話を耳にした鈴音は、拓也の血液型も「ボンベイ型」だったことを知る。鈴音は「自分の肝臓を拓也に移植してほしい」と担当医の佐伯に願い出るが、「鈴音では移植には耐えられない」と断られ、鈴音は不整脈による除細動のショックで倒れてしまう。
その後、意識の目覚めた鈴音は、正確で力強い「心臓の鼓動」を感じとり、それが「拓也の心臓」であると直感する。佐伯医師は「ドナーが誰かは言えない」と前置きした上で、拓也の最後について語り始める。人工肝臓システムを移植した拓也は、一時は症状も軽減して意識も戻ったものの、急性肝不全を起こして脳死したという。
亡くなる前、15歳になった拓也は「臓器提供の意思表示」をしていた。鈴音に心臓を提供するために、拓也は延命措置を望んだのだ。拓也からの手紙には、鈴音への恋の告白と共に、「心臓をもらってくれてありがとう」という感謝の言葉が綴られていた。手紙を読み終えた鈴音は、「ありがとう、さよなら。これからもよろしく。」と彼への返事を呟くのであった。

### カナン編
2003年、家族をイラク戦争で亡くした戦災孤児の12歳の少女・カナンは、フリーランスの傭兵である中年男性シャムに引き取られ、特殊工作員としての訓練を積むことになる。五感を相互に補完しあう特殊な「共感覚」を持っていたカナンは、敵の気配や隠された痕跡を「色」として知覚したり、戦闘や破壊工作にも応用するなど、その才能を開花させていく。
14歳になったカナンは、ゲリラ組織「パレスチナ解放戦線」からの依頼により、イスラエル軍が列車で輸送中の「極秘兵器」を奪取するため、イラクからヨルダンまで列車で移動することになる。国境付近で3両の武装車両が追加され、シャムの元弟子で「暗号破り」を専門とする女性工作員サダカと合流した一行は、潜入ミッションを開始する。
車両下を這っていき目標の貨物室に潜入したものの、気まぐれにパスコードが変更されており窮地に立たされる。しかし、共感覚によって「解除信号」を読み取ったカナンの活躍により、パスコードの解除を突破した2人は、その荷物が大量殺戮ウイルス『ウーアウイルス』のサンプルであることを確認する。
警報が作動し、カナンとシャムはそれぞれの7名の護衛兵を殲滅。しかしサダカは、師であるシャムを裏切って致命傷を与えて逃走する。駆けつけたカナンは、瀕死のシャムと「ウーアの根絶」を約束し、「ヤツを逃がすな。より多くの命を救え」と命令される。
乗客たちを部下に虐殺させ、ウイルスを持ってヘリで逃亡しようとするサダカは、「アルファルド」という名をカナンに名乗る。一方的に銃撃される銃弾を、共感覚で避けて接近するカナンに驚愕したアルファルドは、ウイルスの入ったアタッシュケースをわざと放り投げる。それに飛びついたカナンは地面へと落下し、アルファルドはヘリで逃亡する。
それから4年後、18歳になったカナンは、アルファルドのテロを阻止するために、日本に到着する。マリアに電話したカナンは、アルファルドによる「渋谷のテロ計画」が既に失敗に終わったことを知り、最終決戦のため空港へと向かう。

### エコ吉編
ペットボトルの形をしたマスコット・エコ吉は、かつて渋谷の英雄だった。10年前に現れた「生ごみを不法投棄する新興宗教」を相手に交戦し、生ごみを回収する戦いが8年も続き、ボロボロの身体になったエコ吉は、資源ゴミとしてリサイクルされ、新しくTシャツとして生まれ変わり、色んな人の手を渡った末に、古着屋で亜智という若者の手に渡った。
青色のバンが大爆発した際に、亜智を飛んできたガラスから守るためTシャツから抜け出したエコ吉は、渋谷全体をゴミで埋め尽くそうとする緑色の汚染モンスターが、仲間のビン六を連れ去るところに遭遇する。その謎のモンスターは、「巡る者、印を持つ者どもよ、ゴミとなれ…」と言い残して去っていった。
エコ吉と仲間のテツ男・パルたちは、渋谷の街のゴミ掃除をしながら走り回り、モンスターに立ち向かう。腐った生ゴミから生まれたそのモンスターは、リサイクルなどない「ゴミだらけの世界」にすることを目的にしていた。エコ吉たちに襲ってくるモンスターを、かつての仲間で凄腕のスナイパー、ジュース東郷が狙撃で助ける。
モンスターの本体を倒そうとするエコ吉たちだったが、巨大に進化したモンスターに仲間たちは取り込まれてしまう。劇団「迷天使」の舞台上に飛ばされたエコ吉は、そこにあったドライアイスを体内に入れ、川に飛び込む。ジュース東郷に自信の身体を狙撃させたエコ吉は、怪物の口の中に入り、ドライアイスの爆発により自らを犠牲にして、街を汚染から救うのだった。

### 陰謀編
自分に成りすました「偽の中村光一」によって、いずこかの小部屋に監禁されているチュンソフトの中村光一は、偽者からゲーム「ドアドア」をベースにしたミニゲーム『エコ吉ドアドア』の作成を強要される。
そのミニゲーム内に「監禁された自分との通信ができる機能」を隠すことができたと、中村はプレイヤーにメッセージを残していた。そして中村は、「けっしてソフトを手放さず、たまにソフトを起動して通信が生きているか確認してほしい」と書き残す。

### 真の陰謀編
『428 〜封鎖された渋谷で〜』のシナリオ担当である北島行徳は、先ほどのメッセージは「中村光一が作った嘘」だとプレイヤーに忠告する。自分もかつて、中村の策略に引っかかった経験があるという。
北島は何年も前に、我孫子武丸や奈須きのことともに誘拐され、窓のない狭い部屋に監禁させられ、ゲーム作りを強要されてきたことを明かす。いま現在活動している中村・我孫子・奈須たちは、「本人になりすました中村の部下たち」だという。
中村は「以前のゲーム」でも、同様のメッセージを埋め込んでいたという。さらに、『428 〜封鎖された渋谷で〜』には誰が購入したのか個人特定するプログラムが施されており、拉致・洗脳・服従につながる可能性のある電磁波が埋め込まれており、恐ろしい計画を立てていることをプレイヤーに告げる。
そして北島は、「中村のエージェントがプレイヤーの身近な人物にすり替わっている可能性があるので、陰謀に巻き込まれるな」と警告したところで、メッセージは終わりを告げる。

## 登場人物

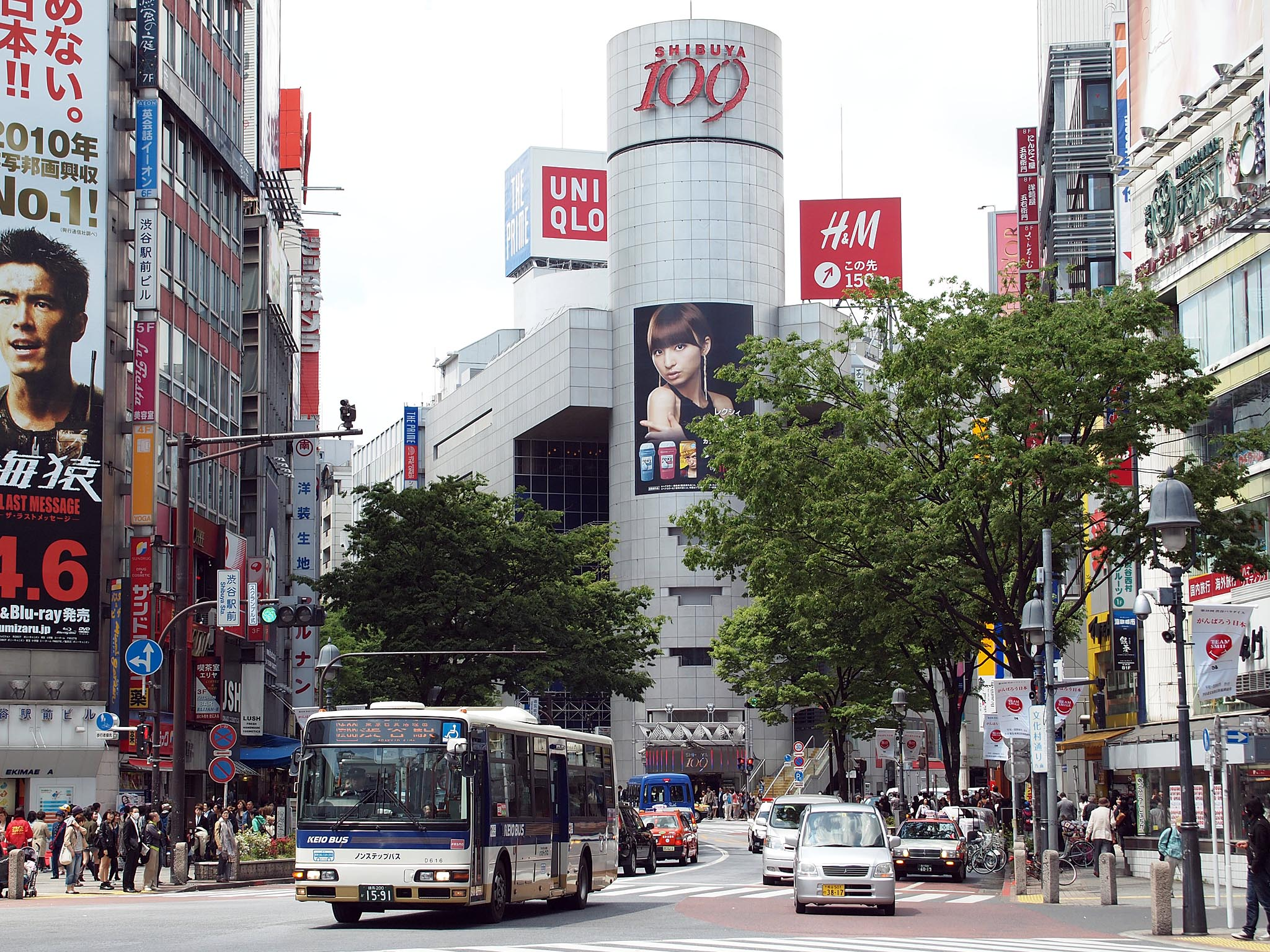
道玄坂のシンボルの東急（2011年）

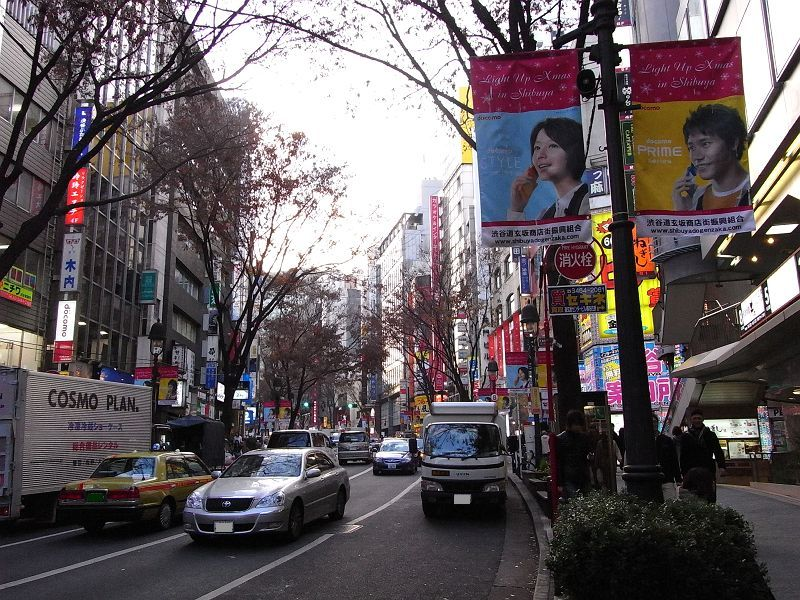
道玄坂（2008年）

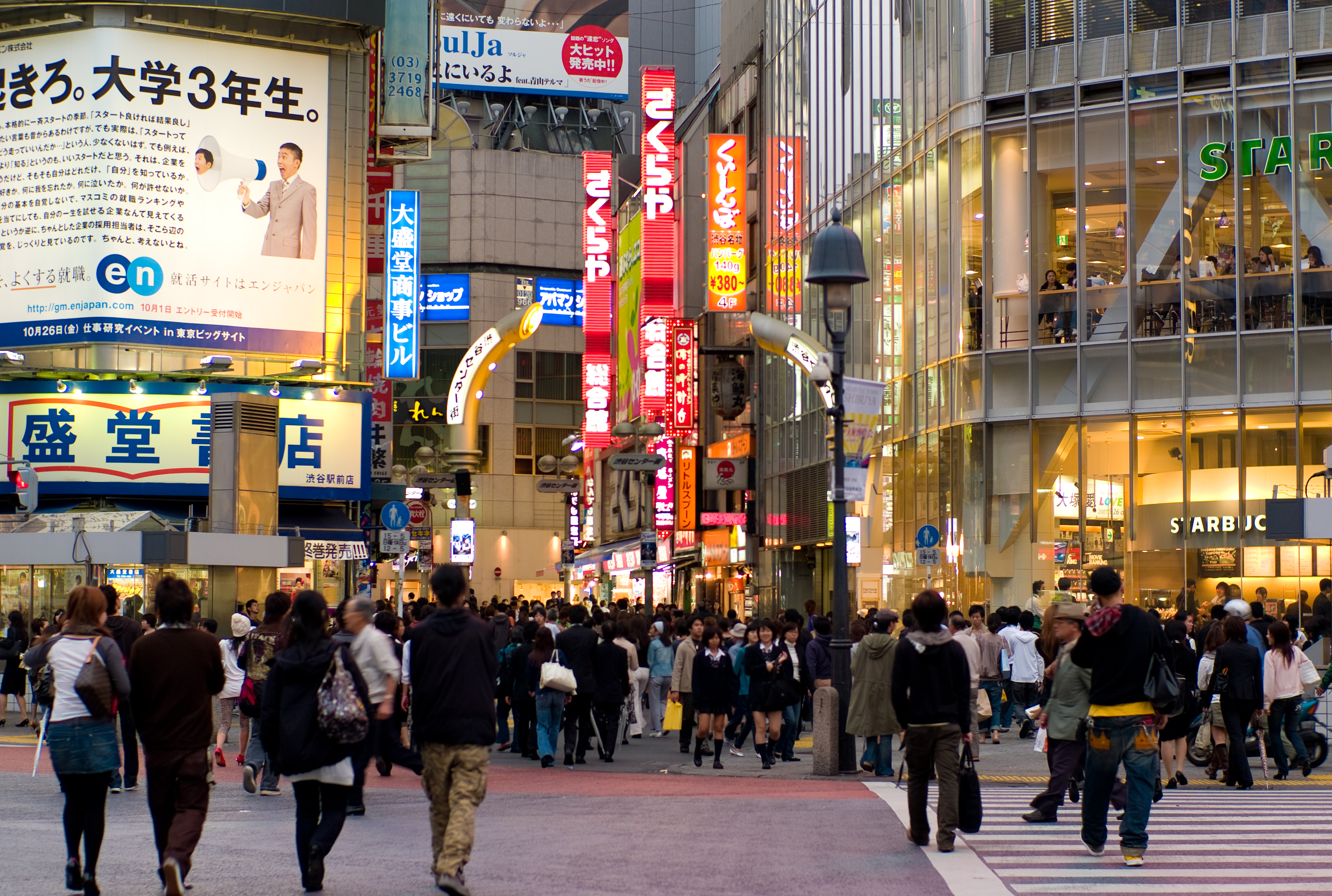
渋谷センター街（2007年）

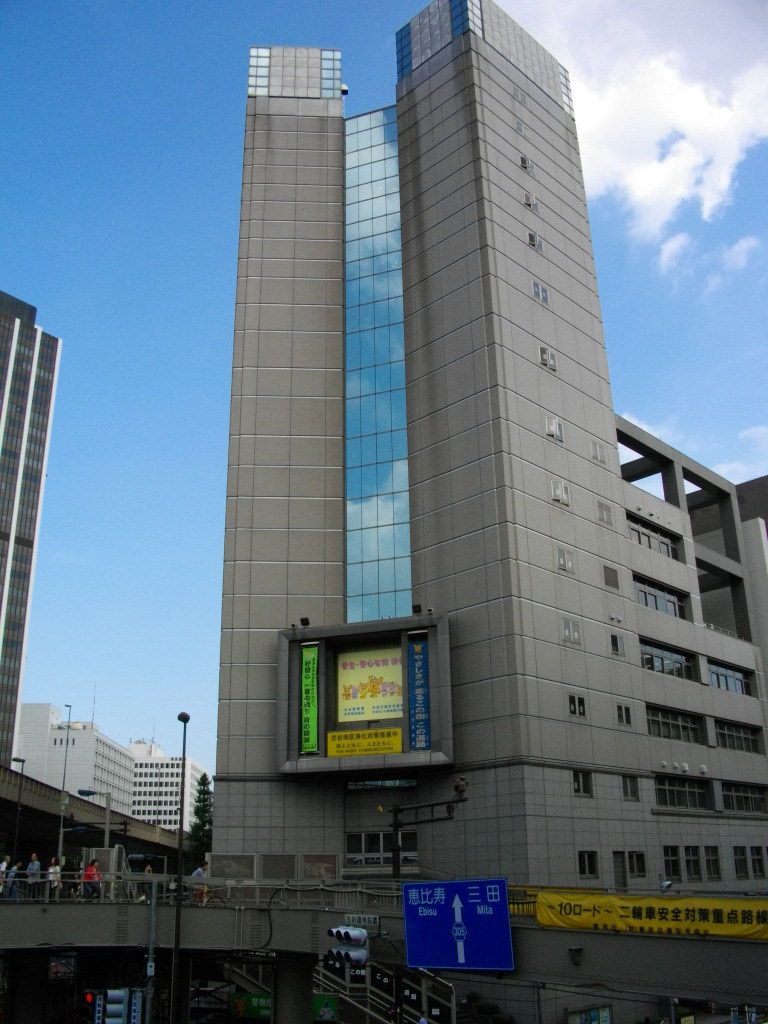
渋谷警察署（2009年）

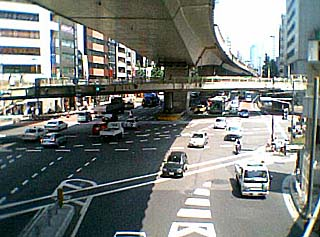
外国人により身代金受け渡しがされた明治通りの歩道橋（2004年）

### 主要人物
加納 慎也（かのう しんや）
演 - 天野浩成
渋谷中央署の新米刑事。一年前に刑事課強行犯係に配属された。正義感は強いが、感情的になったり他人のペースに流されたりと精神的には未熟。命令違反も多く、始末書も何枚も書かされている。高校時代のラグビーで鍛えた身体と俊足が売りで、タックルが得意。先輩刑事の建野京三に憧れており、彼が口にした数々の言葉を“デカの心得”として書き溜めた「デカ魂メモ」を大事にしている。
恋人の工藤留美とは結婚も考えているのだが、留美の父である静夫が全く会ってくれず、難儀している。
遠藤 亜智（えんどう あち）
演 - 中村悠斗
渋谷で生まれ育った青年。22歳。渋谷の若者を統率しているグループ「KOK」の初代ヘッドだったが、半年前に離脱し街のゴミ拾いに精を出す毎日。長髪に鋭い目つきの強面だが、環境問題のことを真面目に考える好青年で、渋谷ではちょっとした有名人。頭を使うのは苦手で、あれこれ考えるよりも直感で行動するタイプ。妹との約束があり、困っている人を見ると放っておけない。小学校高学年の時に空手の全国大会で準優勝するなど、腕っぷしはかなりのもの。
ペットボトルをモチーフにしたキャラクター「エコ吉」が描かれたシャツを着ており、トレードマークともなっている。
大沢 賢治（おおさわ けんじ）
演 - 小山卓治
大手製薬会社「大越製薬」の研究所長で、ウイルス研究の第一人者。ひとみとマリアの父。いわゆる仕事人間で、家族を顧みず、人と人の関わりについては何の興味も持たない。自分の研究にしか意欲を見せず、淡々と日常を過ごしていた。ひとみとマリアの実母である妻を15年前に亡くしており、愛とは再婚。娘の誘拐事件をきっかけに、今まで避けてきたものと向かい合うこととなる。
美術・芸術方面にも全く関心がなかったが、娘への誕生日プレゼントとして選んだのが上木彩矢のCDであったことから、彼女のファンになる。
御法川 実（みのりかわ みのる）
演 - 北上史欧
元中央新聞の記者で、現在はフリーライター。自分の書いた記事に絶対の自信を持ち、普段の態度もやたらと大きい。取材相手の本音を引き出すためにあえて挑発的言動を取ることも多いが、ライターとしてのプライドは本物で、金よりも仕事の内容を重視する。困っている人間を見捨てない義理堅さを持ち、不正を許さないなど正義感は強い。何かにつけ、人や物を指差す癖がある。
『3年B組金八先生 伝説の教壇に立て!』からのスピンオフキャラクターで、同作の「冬月チハル投身自殺事件」については本作でもTIPSで触れられている。本作から20年後を描いた『タイムトラベラーズ』にも名前が登場する。また、本作からのスピンオフとしてスパイク発売のPSP用ゲームソフト『ガチトラ! 〜暴れん坊教師 in High School〜』には御法川実の妹である御法川ミドリが登場している。
タマ
演 - 隈本裕美
ネコの着ぐるみを着た人物。雑貨屋で偶然見つけたペンダントを買うために臨時のアルバイトをする。ファスナーが壊れて着ぐるみが脱げなくなってしまい、しばらくそのまま行動することになる。他人への気遣いはあるものの、どこかおっちょこちょい。格闘技の心得があるらしく、「BRIDE」チャンピオンのミクを軽くあしらっている。
後頭部をどこかでぶつけたようで、記憶を失っている。タマという名前も、偶然見た弁当の玉子焼きからヒントを得てつけたもの。
大沢 マリア（おおさわ マリア）
演 - 近野成美
タマの中に入っていた少女。19歳。大沢の娘で、ひとみの双子の姉。誘拐された際に後頭部を殴られて、一時的に記憶を失っていた。気が付いた時には監禁されていた倉庫のカギがなぜか開いており、街をさまよっていたところ偶然柳下に会い、ネコの着ぐるみを着ることになった。
記憶を失っていたため戸惑っていることが多いが、本来は行動的でしっかりとした性格。趣味は写真撮影で、自分の部屋には撮った写真がたくさん飾られている。父に同行し中東に行った際に、カナンと出会い護身術を教わっており、大の男を軽く投げ飛ばすほど強い。

### 加納編
ジャック・スタンリー
演 - ジャック・ウッドヤード
突如誘拐事件に介入した謎の白人。表向きは米国大使館の保安課員だが、正体はCIAのエージェント。目的や任務のためなら多少の犠牲は仕方がないと考え、なおかつ他人のことは深く信用しない。しかし、その裏には2年前の爆破テロ事件に巻き込まれた弟の犠牲が影を潜めている。
久瀬 宏二（くぜ こうじ）
演 - 諏訪太朗
警視庁管理官。元渋谷中央署刑事課長で加納らの上司であったが、一年前に本庁に異動した。冷静なときは普通の話言葉であるが、興奮したり余裕がなくなるとドスのきいたオネエ言葉になる。警察官としてのポリシーは、いかなる時でも部下を信頼することで、命令違反をし独自の行動をとる加納らと対立したが、最終的には協力する男気を見せた。
6歳上の兄がおり、就職もせずにヒッピー風の恰好をしては街をぶらついていることが悩みの種。
笹山 裕二（ささやま ゆうじ）
演 - 瀬戸口剛
加納とコンビを組む先輩刑事。階級は巡査長。加納より5歳年上。先月結婚したばかりで、事あるごとに加納に「結婚はいいぞぉ」と自慢してくる。奥さんの愛称は「ミーちゃん」。捜査中、刑事だとバレないように様々な変装をしているため、「コスプレ刑事」の二つ名を持つ。本人も変装とキャラクターになりきることを楽しんでおり、スーツ姿でいるほうがむしろ稀。加納は彼と組むようになってからは、「真面目にやりましょう」が口癖になりつつある。
建野 京三（たての きょうぞう）
演 - 工藤俊作
渋谷中央署の刑事で、階級は警部補。誘拐事件の捜査では大沢ひとみを警護する役割を任されている。3年前に起きた金融会社籠城事件で、錯乱してガソリンをまき散らし火をつけようとした犯人に対し、自分もガソリンをかぶり説得して確保した武勇伝を持つ。当時は交番勤務であった加納に警察官としてのあり方について多大な影響を与えた人物だが、一方でこの果敢な活躍をした事件は世間から取り扱われず、笹山が警察の仕事にやる気を見いだせないでいる理由の一つともなっている。
数年前に起きた強盗事件で犯人を捕らえる際に、左脚をナイフで刺されて後遺症が残る大怪我を負っている。
リーランド・パーマー
演 - ブレイク・クロフォード
緑山学院大学の英語講師。誘拐事件が発生した日、マリアが出席したパーティに同席していた。
その正体は、本編の事件の根底をなす黒幕アルファルドと思われたが、その替え玉に過ぎず、ひとみを確保できず逃走もできなかった場合の予備プランでは、ひとみと一緒に爆弾で始末される計画であった。終盤にひとみの血液との交換として、研究所のパスワードを教える約束でハチ公前に現れ、自身がひとみにウーアウイルスを投与したと自供した。今回の事件のために、半年間も英語教師として潜入していた。
工藤 留美（くどう るみ）
演 - 茂呂真紀子
加納の恋人。国民的女優の長濱まさみにそっくりな美人だが、劇中では顔（目元）は映らない。緑山学院大学出身で、在学時はミスキャンパスにも選ばれている。今年は特別審査員として大学に招かれた。
加納は留美の写真を携帯の待ち受けにしている。加納が警官になったのは留美が刑事である父を誇っていたからであり、自分も警察に就職すれば、彼女も静夫も喜ぶだろうという理由からであった。
工藤 静夫（くどう しずお）
演 - 秋元羊介
留美の父。かなりの強面。今は長野で無農薬野菜の農業をしているが、2年前までは警視庁捜査一課の刑事だった。しかし、刑事である加納と留美の交際については頑なに反対している。過保護な一面があり、娘が少しでも危険がある場所に行こうとした際には尾行をしていた。
ゴードン
演 - アナトリ・クラスノフ
ジャックの上司。
タリク・カラワン
演 - フェリ
身代金取引のためハチ公前に現れて、ひとみからアタッシュケースを奪い去り逃走した、黒ずくめの男。窃盗、薬物不法所持等の前科あり、渋谷を縄張りにする外国人犯罪グループの一員。身長190センチ前後、年齢30代、髪の色はダークブラウン。
フランク・スタンリー
演 - デビィ・ターナー
ジャックの実弟。シカゴ大学出身で、シカゴ市警爆弾放火班の捜査員。2年前にシカゴ市内のホテルで起きた爆破テロで死亡。

### 亜智編
大沢 ひとみ（おおさわ ひとみ）
演 - 近野成美
亜智がハチ公前広場で出会った少女。19歳。大沢の娘でマリアの双子の妹。容姿はマリアと瓜二つだが性格は正反対。緑山学院大学の学生で、姉と共にミスキャンパスをダブル受賞した経験を持つ。可憐でおしとやかながら、目的のためには多少の無茶を通す、度胸の座った一面もある。
杖の男
演 - 工藤俊作
ひとみを拳銃で狙う謎の男。足を怪我しており杖をつきながら歩く。
その正体は、加納編に登場する建野京三である。
カナン
演 - ティギー・ウィリアムス
マリアの友人で、中東の幼い工作員。武術に秀でており、日本語も堪能である。マリアが国際的テロリストに狙われていることを知り、それを防ぐために来日し、マリアにひとみがパーティーに出席しないようアドバイスした。その後、ひとみ達を襲おうとした外国人たちを一蹴し、亜智とひとみの前に姿をみせた。
その正体は、本編の事件の根底をなす黒幕アルファルドである。マリアの中東での友達である「カナン」の名を騙り、営利誘拐事件を隠れ蓑として、大沢ひとみの血液の中にある「ウーア・ウイルスの抗ウイルス剤」を狙い暗躍した。本作では、誘拐事件の身代金の受け渡しを行った外国人グループ10人ほどをナイフで殲滅し、直後に現れた加納達も死体に紛れて姿を気付かせることなく殺害するなど、凄腕の暗殺者であることがうかがえる。
なお作中の写真から、本物のカナンはマリアよりも10cmほど背が高く、金髪のボブカットである。
アルファルド
本名・性別・年齢・国籍など一切不明という、謎に包まれた武器商人。「シカゴ市のホテル爆破テロ」「霞が関バイオテロ未遂事件」などにも関わるなど、テロリストとしても暗躍している。
「完璧な計画を練り上げつつ、わずかにアクシデントが入り込む隙をあえて用意し、偶然や偽情報などを取り込み、計画の輪郭をぼやかすことで捜査関係者が追跡を困難にする」ことに長けている。偽カナン曰く、「計画の核となる部分は第三者に委ねず、アルファルド自身で実行する」という。
本物のカナン曰く、「アルファルドはテロリストの皮をかぶった破滅主義者であり、信仰や政治的思想もなく、テロ活動の資金を稼ぐためだけに享楽的に破壊活動を続けている」という。そのため、その時々でテロリストやCIAなどの敵にも味方にもなり、立ち位置を変えているという。
遠藤 大介（えんどう だいすけ）
演 - 森田順平
亜智の父親。46歳。道玄坂で「遠藤電気店」を経営している。名門国立大学の「東京電工大学」に特待生で入学し、首席で卒業した経歴を持つ。技術力を生かし、渋谷の商店街の監視カメラシステムを構築し、その管理を一手に引き受けている。商店街の会長でもあるなど立場も強い。
遠藤 琴音（えんどう ことね）
演 - 稲田えつこ
大介の妻で亜智、鈴音の母。大介や建野とは幼馴染であり、高校時代には建野と付き合っていたが、すぐに建野がふる形で別れた。その後、大介と付き合い結婚に至る。17年前に鈴音を出産後、薬物中毒者が起こした事件に巻き込まれる。建野の発砲により解放されるも、直後に犯人に背中を刺され他界した。
西沢 進（にしざわ すすむ）
演 - 谷口大介
KOKの現ヘッド。かつては亜智を慕っていた弟分であったが、彼がKOKを抜ける際のいざこざから、今では名前を呼ばれることすら厭うようになってしまった。序列を重要視せず、チームの誰に対しても分け隔てなく同様に接するため、仲間からは慕われている。
桐生 洋司（きりゅう ようじ）
演 - 加々美正史
KOKの現ナンバー2。かつては池袋を拠点としており「ブクロのシャチ」と呼ばれていた。しかし、敵対するチームはどんな手を使ってでも叩き潰すクレイジーさから仲間からも見放され、渋谷に流れてきた。彼がKOKの運営を仕切り始めた頃から、徐々にチームは不良の溜まり場へと変化していく。さらに進からリーダーの座をも奪おうと自身の取巻きを増やしつつある。
KOKメンバー
演 - 佐藤雄一、木島亮太
桐生の指示で動く、赤と青がトレードマークの二人組。
米田 マキ（よねだ マキ）
演 - 杉村祐有子
一昨年亡くなった夫の跡を継いで、そば屋「どうげん庵」の主を務めている。19歳の頃にたまたま入ったこの店で冷やしカレーそばの味に魅入られ、住み込みで働かせてもらう。22歳の時に当時若旦那であった主人と結婚し、現在に至る。ひとみが追っているワゴン車について情報を提供した。
大門 拓（おおかど たく）
演 - 植田靖比呂
コンビニの店員。22歳。亜智が拾い集めたゴミをいつも託される。
北島 行徳（きたじま ゆきのり）
演 - 北島行徳
商店街の監視カメラモニター室の管理人。副業で小説やゲームシナリオも執筆している。亜智とは顔見知りで、彼のことを「アチチ」と呼ぶ。
竹井 雅恵（たけい まさえ）
演 - 小川真由
渋谷GiGOの中華レストラン「忌火起飯店」のアルバイト店員。

### 大沢編
田中 護（たなか まもる）
演 - 高橋大祐
「大越製薬」の研究所の副所長で、大沢の右腕的存在。40歳。大沢も絶大な信頼を寄せるほど有能で、研究に没頭する彼の雑務を一手に引き受けている。警察には秘密裏に、大沢とひとみの間の連絡係を買って出る。
実は大沢と結婚する前の愛と交際しており、『噂の大将』にスクープされていた過去を持つ。
梶原 義男（かじわら よしお）
演 - 川屋せっちん
渋谷中央署刑事課の刑事。誘拐事件の捜査に加わり、大沢宅に派遣された。つねに飄々とした緊張感のない態度をとり、大沢の神経を逆撫でることが多い。刑事としては優秀であり、警察関係者が集まるSNSで最も活躍する刑事に選ばれたり、自分をモデルとした刑事漫画が警察の広報誌に連載されるという。控えめながらも妙な存在感があり、「和製コロンボ」「小さな高倉健」という異名がある。
妻と娘がいたが家庭を顧みなかったために、2年前に離婚届を突き付けられている。
大沢 愛（おおさわ あい）
演 - 万里里
大沢の妻。33歳。牧野卓の娘でもある。大沢との夫婦仲は冷え切っており、会話は少ない。気が強くガサツな性格で、誘拐事件を捜査する警察や、煮え切らない大沢に対してヒステリックに当たり散らす。大沢とは再婚であり、ひとみとマリアとは血の繋がりはない。
自分の人生よりも会社の利益を優先し、交際していた田中と別れてまで、大越製薬に莫大な利益をもたらす大沢と結婚した。
牧野 卓（まきの すぐる）
演 - 大槻修治
「大越製薬」の重役で、次期社長候補ともいわれる。59歳。愛の父で、大沢の上司でもある。出世のために同僚や上司を陥れてきた冷酷な人物であるが、大の猫好きという一面がある。

### 御法川編
頭山 照雄（とうやま てるお）
演 - 塾一久
ゴシップ紙『噂の大将』を出版しているヘブン出版の社長。52歳。以前は御法川の上司で、中央新聞社の社会部デスクを務めていた。主観性の強い記事を書く御法川とは事あるごとにぶつかり激しい口論になっていたが、内心では二人とも認め合っており、後腐れのない関係であった。
大手マスコミでは書けないような記事を書くために退職し、借金をして自分の出版社を立ち上げる。雑誌の懸賞に関する発注ミスにより多額の借金を抱えてしまい、それを苦に自殺を考えていた。
御法川が行った「ウイルステロ事件」の独占スクープによって『噂の大将』は売れまくり、倒産寸前だったヘブンズ出版は見事に立ち直った。
『タイムトラベラーズ』にも名前だけ登場しており、「噂のオンナ」という女性をターゲットにした出版社になってから会社が急成長して、2031年には会長の頭山は「日本の資産家ベスト3」になっている。この頭山が照雄本人なのか、娘の花なのか、その他の親族なのかは不明である。
頭山 花（とうやま はな）
演 - 椹爽
頭山照雄の一人娘。小学五年生の10歳。年齢のわりにどこか冷めている少女。趣味は詩を書くことで、自分で作ったものを路上で売り歩くこともある。特技はかくれんぼ。名前の由来は、10年前に渋谷で上がった季節外れの花火。
磯 千晶（いそ ちあき）
演 - 右手愛美
御法川の知り合いの新米フリーライター。24歳。記事には御法川も光るものを感じているが、人と話すのが苦手でろくな取材が出来ないという、ライターとしては致命的な欠点を持つ。そのため仕事にありつけず、空腹をまぎらわすために常に寝ている。学生時代にはテニス部に所属していた。
森田 ミク（もりた ミク）
演 - 風香
格闘ショーパブ「BRIDE」のチャンピオンである女性格闘家。19歳。御法川とは昔の馴染みで、中学時代は盆栽のチャンピオンでもあったが、心無い行為に怒りを覚えて御法川から格闘技道場を紹介された過去がある。
君塚 八郎（きみづか はちろう）
演 - 田中要次
働く男の味方を自称する、頼れるタクシー運転手。41歳。無骨に見えるが、釣り銭はきっちり返すなど律儀。元教師で、進らとも面識がある。
片山 光一郎（かたやま こういちろう）
演 - YURUKI
印刷会社「超日本印刷」営業部の社員。30歳。前任者が交通事故にあり、急遽ヘブン出版の担当になった。時間に非常に厳しく、口癖は「これ、社会の常識」。千晶のことを「出版の人間にありがちの傲慢さがなく、慎ましい態度がいい」と褒め、校了時間を5時半から7時まで延ばす。締切までに原稿を受け取るため、途中から御法川の取材に同行することになる。
柿沼 涼子（かきぬま りょうこ）
演 - 落合恭子
喫茶店「ロートレック」でアルバイトをしている。緑山学院大学法学部の二年生。弁護士志望で趣味は裁判傍聴。常に六法全書を持ち歩いている。
バイト先に向かう途中、ホスト風の男たちに絡まれている所を亜智に助けられる。
大宮 育美（おおみや いくみ）
演 - 石井琴里
喫茶「Co-Labo CAFE」のウェイトレス。一見かわいらしく控えめな感じだが、非常に気が強く、怒ると怖い。夜は「お叱りパプ」で働いており、「怒った顔がたまらなくステキだ」と客に評判。
大洗 真之介（おおあらい しんのすけ）
演 - 塩塚晃平
劇団「迷天使」を主宰している。かつて民放テレビ局「テレビ太陽」でバラエティ番組を担当していた人気放送作家だった。すぐにたとえ話を始める癖がある。
既婚者であるが劇団の女優である逢坂響子と浮気をしていた。
御法川には「おおわらい」と間違えて呼ばれる。
州小沢 みちる（すこざわ みちる）
演 - 桑原裕子
劇団「迷天使」で製作スタッフのチーフをしている。
御法川から「スゴワザ」と間違えて呼ばれる。
戸塚 幸夫（とつか ゆきお）
演 - 松田昌樹
劇団「迷天使」の演出助手兼雑用係。25歳。
小説版では名前が「天野健太（あまの けんた）」となっている。
伴堂 新一（ばんどう しんいち）
演 - 成清正紀
劇団「迷天使」の小道具係。非常に楽観的な性格で、物事を深く考えない。芝居には大して興味もないが「迷天使」の看板女優である逢坂響子に憧れて劇団入りした。
阿望 卓弥（あもう たくや）
演 - 横山真二
劇団「迷天使」の新人役者。31歳。あだ名は「アモちん」。稽古には熱心だが極度のあがり症で、自分のセリフも満足に言えない。バイトしていた居酒屋にたまたま訪れていた大洗に誘われて劇団入りした。
小津 朝雄（おづ あさお）
演 - 川本裕之
闇金融会社「宝田金融」の取立人。天竜組のヤクザで、瀬川の兄貴分でコンビで債務者の取立てを行っている。スキンヘッドにサングラスと見た目は威圧的だが、物腰は柔らかい。
瀬川 湯太郎（せがわ ゆたろう）
演 - 馬場恒之
「宝田金融」の取立人。天竜組のヤクザで、小津の弟分。コンビで取立てを行っており、主に債務者に対する脅しつけを担当。元ボクサーで「渋谷の闘犬」と呼ばれるほど強かったが、暴力事件を起こしてライセンスをはく奪されている。
安田 大成（やすだ たいせい）
演 - 千々和竜策
数日前に宇田川に開業した雑貨店の店主。35歳。落ちてる物を拾っては店頭に並べている。年間350試合も観戦している格闘技マニアで、自分もブラジリアン柔術を習いたいと思ってるが、気が弱くて中々踏ん切りがつかない。
エンジーズ
演 - 浜村花梨、服部ほのか
緑山学院幼稚園の女子園児の二人。園帰りに渋谷駅前をぶらつくのが好き。年齢のわりには大人びた思考をしている。

### タマ編（マリア編）
柳下 純一（やなぎした じゅんいち）
演 - なすび
海外から商品を取り寄せて販売する会社「大日本ヘルシー」の代表取締役。35歳。あからさまな詐欺に簡単に騙されるも、新たな金策を見つけるとそれまでの失敗を忘れて走り出す楽天家。意地汚く、がめつい部分もあるがどこか憎めない人物。
「BRIDE」チャンピオンのミクに惚れ込み、宝田金融から200万円の借金をしてまでつぎ込んでいる。
大杉 知里子（おおすぎ ちりこ）
演 - 原裕香
タマと共に即売会でバイトをする女性。21歳。丸々とした体格で、一日十食の大食い。思ったことは遠慮無く言う性格。大食いのほかにも手品やモノマネなど多芸な面を持つ。タマや柳下からは「チリ」と呼ばれる。
福間 正道（ふくま まさみち）
演 - 鳥居峰明
着ぐるみレンタル業を営む「東洋フクレン」の従業員。社長の福間重道の一人息子でもある。

### 鈴音編（ボーナスシナリオ1）
遠藤 鈴音（えんどう すずね）
演 - 小林涼子
亜智の妹。17歳。渋谷中央病院に拡張型心筋症で入院している。亜智いわく、自分とは正反対の性格で頭がよく器量良し。
風間 拓也（かざま たくや）
演 - 須賀健太
鈴音と同じ渋谷中央病院に入院している少年。14歳。
佐伯 誠一（さえき せいいち）
演 - 大塚明夫
渋谷中央病院の心臓外科医。鈴音の主治医。

### カナン編（ボーナスシナリオ2）
カナン
声 - 沢城みゆき
傭兵の少女。両親を戦争で亡くした戦災孤児。とある武器商人に友達を殺され、復讐するために生きている。
サダカ
声 - 坂本真綾
カナン、シャムの協力者。傭兵。
シャム
声 - 大塚明夫
傭兵。カナンの師。

### ゲスト出演の人物
上木 彩矢（かみき あや）
演 - 上木彩矢
人気上昇中の女性歌手。渋谷のあらゆるところに彼女の新曲の広告が出されている。
小説版では名前が「HIME」に変更されている。
都知事
演 - 浜村通信
東京都知事。渋谷で起きたワゴン車爆発事件について記者会見を行った。

## 用語
KOK
かつて遠藤亜智が所属していて、チームを取り仕切るヘッドを務めていた武闘派のチーマー。武闘派ではあるが、渋谷の治安を維持する役目も果たしており、渋谷では一目置かれる存在であった。
亜智が抜けて以降は、リーダーである西沢進によって一応、チームは維持されていた。しかし、桐生がチームに参加してKOKの運営を仕切り始めた頃から、徐々にチームは「不良の溜まり場」へと変化していく。
ウーア・ウイルス
本作にて登場する架空のウイルス。短径90～110nm程度、長径500～700nm。外皮膜を有し、表面には多たんぱく質のスパイク状の突起が並んでおり、しばしば反り返った形状の「鎌形」になるため「死神の鎌」とも呼ばれる。ウーア・ウイルスの「ウーア」というのはスワヒリ語で『花』を意味し、ウイルスの増殖した形が花びらに似ていることから命名された。ウーアにはもう一つ『死』という意味がある。
空気感染で広まるが、感染者が発症しなければ他者には移らない。特にウーアで死亡した人間の体液が感染率が高い。このウイルスに感染した場合の致死率は100％である。あまりの危険度から、国の上層部しか知らされておらず、ウイルスへの感染例ですら秘匿にされている。
感染すると肺からリンパ腺を通し全身に広がり、肝細胞やマクロファージなどで増殖し血管の内皮細胞を破壊する。一つ体内に侵入しただけで1時間で2000個と、驚異的なスピードで増殖する。感染から発症までの時間も短く、12時間で発症する。発祥すれば骨と骨格筋以外のあらゆる場所から出血し、発症者は死亡する。
某大国はこのウイルスを兵器として軍事利用しており、最近では中東の軍事施設に散布し、少なくとも12時間で800人、民間人を含めれば2000人の死者を出し、証拠隠滅のために空爆で死体事一掃した。この事実を大沢は知らなかったが、牧野は知っている。
抗ウイルス剤
ウイルスの発症を抑えることができる薬剤。
日本でも有数な製薬会社である大越製薬は、ウイルス研究者である大沢賢治に「抗ウイルス剤」を作る事を命じた。数年の試行錯誤を経て、理論上は感染直後なら100％、発症した後であっても早期状態ならば80％で治癒が出来る抗ウイルス剤が完成した。欠点としては人体への副作用が強いということで、一定以上投与すると生命の危機に陥ってしまう。
そんな時、大越製薬のナノテクノロジー医療開発部門が、最先端医療機器であるDDS（ドラッグ・デリバリー・システム）というナノマシンを開発した。これは超極小のカプセルに薬剤を仕込ませ、目的の場所に薬剤を届ける機器である。これを使い抗ウイルス剤を首から体内に注入し、少量の薬でウーア・ウイルスを的確に殲滅する事が可能になった。これにより、副作用も少しで済み、抗ウイルス剤を安心して使うことが出来るようになった。
その一方で、DDSは1週間は体内に残る性質上、投与された人物に一週間抗ウイルス剤が残ることになるデメリットがあり、アルファルドはそれを利用して抗ウイルス剤を奪取しようと目論んだ。
当然、某国にとって大沢が作り出した「抗ウイルス剤」はこの兵器を無力化する極めて危険な物であり、某国は抗ウイルス剤を独占するために大沢を自国に勧誘したり大越製薬と取引している。

## 主題歌
上木彩矢「世界はそれでも変わりはしない」
作詞 - 上木彩矢 / 作曲 - 大野愛果 / 編曲 - 葉山たけし（ストリングスアレンジ - 池田大介）
- ロックテイストのミドルテンポの曲で、作中に何度も上木彩矢の曲として流れる。
- 主役の一人である大沢賢治は、彼女の大ファンであるという設定。
- 劇中では「流行している」という設定のため、前述のように店内BGMなど様々な場面で使用されるほか、広告ビジュアルとしてもビルボードや街頭ビジョンで流されている。Wii版発売時には実際に渋谷ビルボードジャックが行われた[9]。

## スタッフ
- プロデューサー - 中村光一
- 総監督 - イシイジロウ
- チーフプログラマ - 金田元貴
- アートディレクター - 中村基
- シナリオディレクター - 伊東幸一郎
- 演出 - 古田剛志
- ミュージックディレクター - 中嶋康二郎
- サウンドディレクター - 沖邊美佐紀
- 仕様 - 佐藤郁夫
- プロジェクトマネージャー - 山口裕士
- シナリオ - 北島行徳
- 音楽 - 佐藤直紀、坂本英城、保本真吾
- ボーナスシナリオ1担当 - 我孫子武丸
- ボーナスシナリオ2制作 - TYPE-MOON
  - シナリオ - 奈須きのこ
  - キャラクターデザイン - 武内崇
  - 音響監督 - 納谷六朗

## 評価・受賞歴

### 日本
「週刊ファミ通」の「クロスレビュー」では、史上9本目となる40点満点を獲得した。2008年発売ソフトのユーザー満足度ランキングでも、『メタルギアソリッド4』『テイルズ オブ ヴェスペリア』に次ぐ3位となった。
2009年7月15日より更新されたみんなのニンテンドーチャンネル内「おすすめランキング」では、2010年8月までの約1年間、最高評価のプラチナランクに入っていた（現在はゴールドランク）。
2017年に「週刊ファミ通 通巻1500号」記念に合わせて行われた企画、「週刊ファミ通 2017年6月22日号（通巻1488号）」に掲載された「ファミ通ゲーム総選挙 - ゲームジャンル別総選挙 第5回 アドベンチャーゲーム総選挙」の結果では、シナリオや演出を高く評価をされ、『STEINS;GATE』に次ぐ2位となった。また、この時に『街』が5位となった。

### 海外
2018年夏に発売された海外版も、おおむね好評価をされている。
- Destructoidでは、この作品を「実写ビデオゲームのコンセプトにとって、最も説得力のある主張」だと論じた。
- The Vergeは、本作を「PS4で読む最高の犯罪ブック」と称賛した。
- RPGサイトは、本作を今年最高のゲームの1つと呼び、その創造的な並行ストーリーテリングを賞賛し、「これまでで最も独創的な体験の1つ」であり、「これに匹敵するものは他にない」と述べた。
- GameSpotは、「ドラマ、感情、ユーモアに満ちた優れた脚本と人物描写」、および複数のキャラクターの視点とプレイヤーの選択がどのように「広範囲に影響を与えるか」を賞賛した。
- IGNは、「優れた脚本とキャラクター描写」と、選択がどのように予測不可能な結果につながるかを称賛し、素晴らしいビジュアルノベルであると呼んだ。
- PlayStation LifeStyleは、本作を「間違いなく最高のビジュアルノベル」と呼び、「キャラクターの成長、豊かで意味のあるストーリー、ユーモア、アクション、ロマンス」、「並外れた」会話、そして多数の異なるエンディングを賞賛した。
- Hardcore Gamerは、本作は「ZERO ESCAPEやダンガンロンパでファンに愛されている機能の多くを先駆けたものであり、明らかにスパイク・チュンソフトの子」でありながら、「両タイトルとは完全に異なるアイデンティティ」を持っていると述べた。
- ゲームブログは、「本作は魅力的なストーリーを語り、複数のバッドエンディングシステムを巧みに利用し、登場人物たちを紹介し、とても夢中になるので、一度ゲームが終わるともう彼らに会えないのは悲しいよ」と語った。
- ゲームマスターは、本作を「記憶に残るキャラクターと夢中になれるプロットを備えた、最初から最後までワイルドな乗り物」と評した。
- RPGFanは、その「ノンリニアでビネットベースの物語はサウンド ノベル形式に完璧に適合している」と述べ、脚本を賞賛し、「最も忠実なビジュアル ノベル懐疑論者でも十分に楽しめるタイトルである」と述べた。

### 受賞
- 日本ゲーム大賞 2008 - フューチャー部門[26][27]
- ファミ通アワード 2008 - 優秀賞 Dramatic Prize[28]
- 日本ゲーム大賞 2009 - 年間作品部門 優秀賞[29][30]
- CEDEC AWARDS 2010 - ビジュアル・アーツ部門 優秀賞[注釈 14][31]
- 週刊ファミ通 通巻1488号 掲載 ファミ通ゲーム総選挙 - ゲームジャンル別総選挙 第5回 アドベンチャーゲーム総選挙 2位[25]

## 小説版
シナリオ担当の北島行徳による小説版が講談社のレーベル講談社BOXより発売。全4巻。イシイジロウ全面協力により、脚本家：桑原裕子の原案を元に「劇団・迷天使編」が書き下ろされている。イラストはN村。
1. 10:00-13:00 （2009年9月1日発行）ISBN 978-4-06-283720-0
2. 13:00-15:00 （2009年10月1日発行）ISBN 978-4-06-283726-2
3. 15:00-17:00 （2009年11月4日発行）ISBN 978-4-06-283729-3
4. 17:00-20:00 （2009年12月1日発行）ISBN 978-4-06-283732-3

## アニメ版『CANAAN』
TYPE-MOON制作のボーナスシナリオ2を題材にしたテレビアニメ『CANAAN』（カナン）が2009年7月より全13話が放送された。本編シナリオの2年後が舞台で本編のキャラクターの一部も登場する。また、このアニメ関連のインターネットラジオも3番組配信されている。
『CANAAN×南條愛乃』
ニコニコ生放送にて2009年8月12日00:00より1時間越えで放送された特別番組。『CANAAN』での大沢マリア役の南條愛乃がホストを務めイシイジロウをゲストに『CANAAN』第1話Aパートの生オーディオコメンタリーや、イシイジロウによるボーナスシナリオ2の生プレイ動画、PSP版・PS3版の特典DVDや『CANAAN』関連商品の紹介などで構成されており、主に前半は『CANAAN』、後半は『428』を取り上げていた。イシイジロウはニコニコ動画の特性である視聴者のコメントついても様々な反応を見せ、素朴な疑問に対しての回答なども行った。
ノベライズ版『CANAAN』
角川スニーカー文庫刊、上下巻。アニメ版『CANAAN』に比べ『428』のテイストをより多く取り込み、『428』と『CANAAN』の深い部分での融合を目指し執筆された。著：杉原智則、イラスト：関口可奈味。
『CANAANスフィル』
携帯コミック誌「週2コミック! ゲッキン」2010年3月1日配信回より連載が開始された漫画。ウェブコミック誌「YOMBAN」でも再配信されているほか、「Kindle」でも配信されている。アニメ『CANAAN』の前日譚にあたり、『428』と『CANAAN』を物語的にも設定やキャラクターの空気感的にも繋ぐ作品とされている。漫画：細雪純。

## 関連商品

### 予約特典
- SHIBUYA 60DAYS 〜Making of 428〜 スペシャルDVD（Wii版）
- 428 PREMIUM FAM DISC プレミアムDVD（PS3・PSP版共通）

### CD
- 428 〜封鎖された渋谷で〜 オリジナルサウンドトラック（2009年2月4日、LACA-9142、ランティス）

### 書籍
- 428 〜封鎖された渋谷で〜 オフィシャルガイドブック（2009年1月29日、エンターブレイン）ISBN 978-4-7577-4690-9
  - 奥付には「ボーナストラック」として、最終章のエンディングで流れるはずだったとされる御法川のモノローグ（アルファルドの素性を探るために中東を訪れた御法川が、命の危険を感じつつも取材続行を決意するという内容）が掲載されている。